# Полак, Фриц
Фриц Полак (нем. Fritz Polack; 22 октября 1892 — 6 апреля 1956) — генерал-лейтенант вермахта, участник Первой и Второй мировых войн, кавалер Рыцарского Железного креста как командир 29-й моторизованной дивизии.

## Биография
Начинал службу в 10-м Саксонском полку пехотной артиллерии в 1911 году, в лейтенанты произведён в 1912 году, в оберлейтенанты — в 1916 году. Уволился из армии в 1920 году, изучал политическую экономику в Эрфуртском университете и получил докторскую степень, написав диссертацию «Финансовые и кредитные нужды немецкой промышленности в послевоенные годы» (нем. Der Kapital- und Kreditbedarf der deutschen Industrie nach dem Kriege). В 1934 году вернулся в армию в звании капитана, служил в 29-м артиллерийском полку и в 1937 году был произведён в майоры. В 1938 году возглавил 3-й дивизион полка в Касселе.
Осенью 1939 года Полак в качестве командира дивизиона участвовал в боях в Польше. В 1940 году произведён в подполковники и возглавил 2-й полк лёгкой артиллерии. В 1942 году произведён в полковники и назначен командиром 140-го артиллерийского полка из группы армий «Юг». В декабре того же года отправлен в резерв, в марте 1943 года возглавил 29-й артиллерийский полк в составе группы «Италия». За службу на Сицилии награждён Рыцарским крестом Железного креста в 1943 году.
В 1944 году произведён в генерал-майоры и назначен командиром 29-й моторизованной дивизии, 15 марта произведён в генерал-лейтенанты. По приказу генерала танковых войск Трауготта Херра представлен к награждению Рыцарским крестом Железного креста с Дубовыми листьями, награда вручена 30 апреля 1945 года.

## Награды
- Железный крест (1914)
  - 2-го класса (6 сентября 1914)[2]
  - 1-го класса (16 ноября 1916)[2]
- Нагрудный знак «За ранение» в чёрном (1918)
- Почётный крест Первой мировой войны 1914/1918
- Пряжка к Железному кресту (1939)[3]
  - 2-го класса (25 сентября 1939)[2]
  - 1-го класса (5 декабря 1942)[2]
- Рыцарский крест Железного креста (27 августа 1943 года, полковник и командир 29-го артиллерийского моторизованного полка)[4]
- Дубовые листья к Рыцарскому кресту Железного креста (30 апреля 1945, генерал-лейтенант, командир 29-й моторизованной дивизии)[2]